# Chiesa di Santa Margherita (L'Aquila)
La chiesa di Santa Margherita, anche nota come  chiesa del Gesù o dei Gesuiti, è un edificio religioso dell'Aquila, situato nel quarto di San Pietro.
Deve la sua realizzazione agli abitanti del castello di Forcella, che contribuirono così alla fondazione della città nel XIII secolo. Nel XVII secolo fu ceduta alla Compagnia di Gesù che la demolì e la ricostruì nelle fattezze attuali, insieme all'adiacente collegio, il primo e il più importante tra quelli abruzzesi. È rimasta danneggiata dal terremoto dell'Aquila del 2009 ed è attualmente in restauro.

## Storia
L'edificazione di una chiesa ad opera dei castellani di Forcella — antichissimo castello dell'aquilano, posto al valico tra Preturo e Cagnano Amiterno — è attestata sin dai primissimi anni successivi alla fondazione dell'Aquila. Nelle ricostruzioni storiche, la chiesa veniva a situarsi all'estremità nord-orientale di un lungo isolato che si sviluppava tra piazza dell'Annunziata, via Roma, piazza Santa Margherita e via Forcella; quest'ultima costituiva uno dei principali assi decumanici della città e collegava porta Barete con piazza del Palazzo.
A partire dal XV secolo, l'intera area fu oggetto di un vasto progetto di rinnovamento urbanistico, dapprima con la realizzazione del Palazzo della Camera — di cui oggi rimane solamente la porzione finale, ossia il Palazzetto dei Nobili — e, successivamente, con l'arrivo dei gesuiti che decisero di insediarvi una delle loro sedi principali.
Le trattative per la realizzazione del complesso gesuitico iniziarono già nel 1565 ma l'iter progettuale incontrò numerose difficoltà che posticiparono l'inizio dei lavori e finirono per limitare l'impatto urbanistico-architettonico originario dell'intervento. Solamente alla fine del XVI secolo, dopo oltre trent'anni di negoziazioni e grazie all'appoggio delle autorità civili e religiose, l'ordine riuscì a rilevare il palazzo della Camera (1596) e la chiesa di Santa Margherita (1597) ed immediatamente, già nel 1599, iniziò i lavori per l'adeguamento dei fabbricati.
Durante i lavori, si realizzò un passaggio riservato tra la chiesa e il collegio che portò, nel 1634, alla definitiva chiusura della storica via Forcella e alla conseguente unione architettonica dei due edifici.

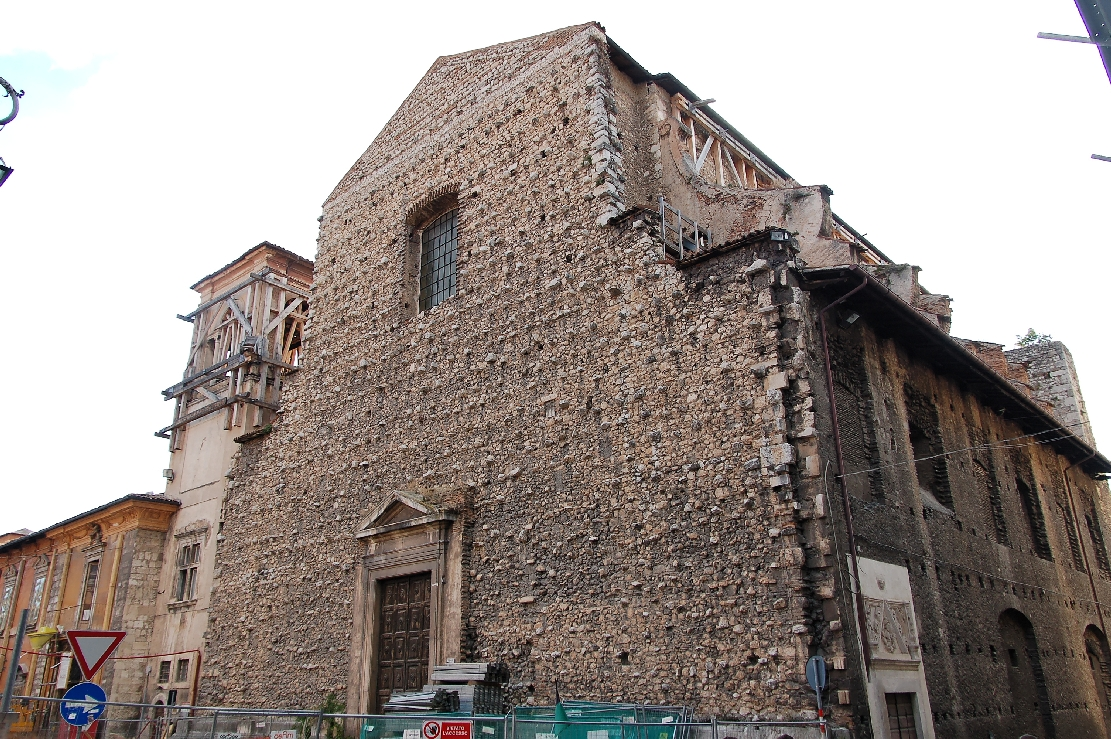
La chiesa in seguito al sisma del 2009.

L'incompleta zona absidale.

Contemporaneamente, i gesuiti avanzarono diverse proposte per l'edificazione della loro chiesa; una delle prime prevedeva la realizzazione di un edificio a tre navate sul luogo delle Case Camponeschi, dirimpetto alla chiesa dell'Annunziata. Con l'acquisto della chiesa di Forcella, si decise invece di realizzare una nuova chiesa in sostituzione della precedente; il progetto scelto fu quello di Agatio Stoia che divenne realizzabile mediante l'acquisizione per 3 650 ducati, da parte dell'ordine, di un nuovo lotto di terreno di proprietà della famiglia Quinzi prospiciente l'omonimo palazzo.
I lavori cominciarono dunque nel 1636 e, inizialmente, procedettero spediti almeno per quanto riguarda la muratura portante; tuttavia, al 1641 era agibile un'unica cappella, quella della Trinità (poi completata nel 1647), e al 1662 risultavano finite solo le tre cappelle a sud ed una delle cappella a nord. Pur in assenza di una precisa documentazione, si può ipotizzare la fine dei lavori all'ultimo decennio del Seicento, anche perché dopo il terremoto dell'Aquila del 1703 — che a Santa Margherita causò pochi danni — si intervenne solo con opere di riparazione e abbellimento.
In realtà la facciata, che probabilmente prevedeva una suddivisione in due ordine con l'inferiore partito in cinque campate da rovuste lesene e nel superiore un finestrone centrale e la terminazione a timpano, non venne mai conclusa e si presenta ancora oggi a grezzo. Anche la zona absidale non venne mai completata e si presenta piuttosto arrangiata nelle sue forme esterne, nonché decisamente brusca e conclusiva all'interno della chiesa.
Il sisma del 2009 ha creato nuovi danni alla chiesa, che dal 2015 è sottoposta a lavori di restauro, il cui termine è previsto per il 2023.

## Descrizione
La chiesa è situata in piazza Santa Margherita, nel cuore del locale di Forcella, all'interno del quarto di San Pietro. È inserita in un contesto sei-settecentesco di grande pregio, essendo circondata da emergenze architettoniche quali palazzo Camponeschi e il palazzetto dei Nobili a sud, palazzo Margherita a est, palazzo Pica Alfieri e palazzo Quinzi a nord.
Pur costruita oltre sessant'anni dopo la chiesa del Gesù di Roma, e dunque diversa da quest'ultima per tipologia, il Gesù aquilano costituisce, oltre che il primo, l'unico esempio sopravvissuto di chiesa con annesso collegio in Abruzzo.

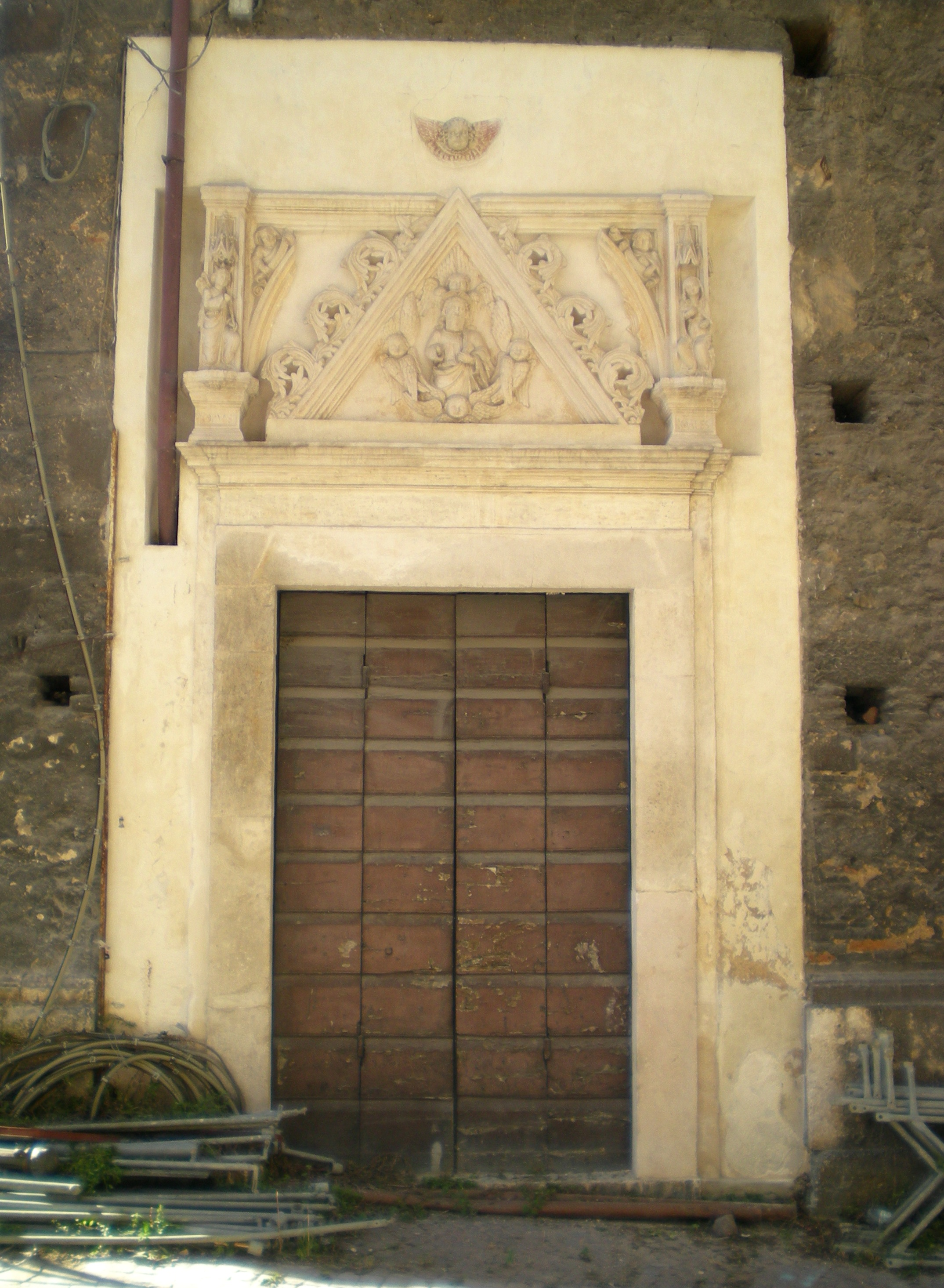
Il portale laterale su via Roma.

### Esterno
La facciata si presenta a grezzo, ossia priva di rivestimento e con la sola parte basamentale completata come da progetto, con la massiccia zoccolatura in pietra; tuttavia, è proprio questa sua caratteristica che la rende unica nel panorama dell'architettura religiosa aquilana e le dona un valore urbano. Dall'analisi della zoccolatura, che sviluppa sei aggetti, è possibile risalire alla facciata di progetto risalente al 1625, presumibilmente suddivisa in due ordini di cui l'inferiore sarebbe stato ulteriormente ripartito in cinque campi mediante lesene.
Al centro della facciata è il pregevole portale d'ingresso a timpano sormontato, in asse, da una grande finestra rettangolare.
È affiancata, sulla sinistra, da una torre campanaria corrispondente alla parte terminale di palazzo Camponeschi, che presenta in basso un finestrone del XV-XVI secolo e in sommità una cornice trecentesca. Sulla parete laterale, a destra della facciata, è invece visibile un portale contenente alcuni frammenti dell'antico ciborio del duomo, in parte opera di Giovanni de' Rettori.

### Interno
L'interno si presenta maestoso, pur nelle limitate dimensioni, a navata unica con volta a botte e sei cappelle laterali (tre per lato) separate da doppie paraste in ordine corinzio. L'impianto tardo cinquecentesco, di stampo classicista e manierista (il primo all'Aquila in questo stile), contrasta con la ricchezza dalla decorazione barocca aggiunta durante il completamento dell'edificio.
La parte terminale della sala si conclude bruscamente in una parete diaframma, scelta causata dal non-completamento del vano absidale. Di maggior pregio è invece la controfacciata che presenta, poggiato su tre esili colonne in marmo, un organo a cantoria.
Sulle volte e sulle pareti delle cappelle sono visibili affreschi di Lorenzo Berrettini e Girolamo Cenatiempo e quadri di Pietro Damini e Gregorio Grassi. La seconda cappella a destra presenta un affresco frammentario di una Madonna col Bambino opera di Saturnino Gatti, mentre un monumento sepolcrale contiene le spoglie di sant'Equizio, uno dei quattro protettori della città, che sono state qui trasferite qui nel 1785 dalla chiesa di San Lorenzo di Pizzoli, danneggiata gravemente nel terremoto del 1703.
Nella navata sinistra è collocato un Crocifisso di grande potenza plastica ed energia espressiva quasi verrocchiesche, restaurato nel 2017 e databile alla fine del XV secolo ed attribuito a Giovanni di Biasuccio, La scultura mostra qualità tipiche delle sue sculture, come il naturalismo espressivo, la policromia di carattere non solo decorativo ma anche costruttivo, ed il perizoma di costruzione monumentale tormentato di pieghe ancora una volta di ispirazione verrocchiesca, acquisita forse attraverso un viaggio in Toscana.